# Santiago Grassi
Santiago Grassi, född 25 september 1996, är en argentinsk simmare.
Grassi tävlade för Argentina vid olympiska sommarspelen 2016 i Rio de Janeiro, där han blev utslagen i försöksheatet på 100 meter fjärilsim. Vid olympiska sommarspelen 2020 i Tokyo slutade Grassi på 38:e plats på 50 meter frisim och på 24:e plats på 100 meter fjärilsim.